# Gerard Philips
Gérard Philips, né le 29 avril 1899 à Saint-Trond (Belgique) et mort le 14 juillet 1972 à Kessel-Lo, près de Louvain (Belgique), était un prêtre catholique belge du diocèse de Liège, théologien et professeur à l’université catholique de Louvain. Expert au concile Vatican II il fut également, durant une dizaine d’années, sénateur (coopté) au sénat de Belgique.

## Biographie
Après avoir fait ses humanités au petit séminaire de Saint-Trond, Philips entre au grand séminaire du diocèse de Liège.  Bientôt il est envoyé à Rome, pour y poursuivre ses études de théologie. Il est ordonné prêtre le 23 décembre 1922. L’université grégorienne lui confère le doctorat et maitrise en théologie en 1925, avec une thèse sur La raison d'être du mal d'après Saint Augustin (publiée en 1927).
À son retour en Belgique Philips est professeur de philosophie au petit séminaire de Saint-Trond (1925-1927) puis professeur de théologie dogmatique au grand séminaire de Liège (1927-1944) et enfin professeur à la faculté de théologie de l’université de Louvain (de 1944 à 1969). 
Concomitamment à sa carrière académique Philips est aumônier des branches flamandes de l’action catholique étudiante [KSA] à partir de 1936 et de l’action catholique féminine (1938).
De 1953 à 1968 il est sénateur coopté au Sénat de Belgique sur la liste du Parti catholique flamand [CVP]. Il était de tradition, au parti catholique, qu’un prêtre soit coopté comme membre du sénat. Philips remplaçait Mgr Peter Broekx à ce poste. Cette tradition prit fin en 1968. 
Comme théologien Philips a un rôle important au deuxième congrès mondial de l’Apostolat des laïcs qui se tint à Rome en 1957, un événement précurseur du concile Vatican II.  Quelques années plus tard sa nomination comme secrétaire adjoint de la commission théologique centrale du Concile Vatican II lui donne une renommée internationale. Cependant il doit renoncer à ce poste en 1965, pour des raisons de santé, alors que le concile touchait à sa fin.
Gérard Philips meurt le 14 juillet 1972 à Kessel-Lo, près de Louvain (Belgique).

## Écrits
- La raison d'être du mal d'après Saint Augustin, Louvain, 1927. link
- Hors de l'Église point de salut, Liège, 1929.
- De Heilige Kerk, Malines, 1935.
- Het mysterie van Christus, Anvers, 1948.
- Katholieke actie, Vlaamse beweging en politiek, Leuven, 1949.
- De leek in de Kerk, Leuven, 1952.
- Christelijke partij, voorbijgestreefde formule dans Tijdschrift voor politiek, 01/12/1955, 479-497.
- L'appel de Rome et l'apostolat des laïcs dans La Revue générale belge, II.1958, 21-33.
- L'émancipation du Congo et l'Église dans Revue générale belge, II.1959, 65-75.
- Études sur l'apostolat des laïcs, Bruxelles, 1960.
- Ziekenzorg in katholieke instellingen dans De Maand, 01/1960, 3-8.
- Prosélytisme ou neutralisme dans La Revue nouvelle, 15/02/1960, 113-118.
- Naar een volwassen christendom, Leuven, 1961.
- De roeping van Europa dans Kultuurleven, VIII-IX.1962n nr. 7, 485-504.
- Lumen gentium, Anvers, 1968.
- La mise en application de Vatican II dans Nouvelle Revue théologique, VI-VII.1969, nr. 6, 561-579.
- Le chrétien authentique demain, Gembloux, 1970.
- Maakt het Kristendom zich waar?, Bruges, 1972.